# Victoria 3
Victoria 3 és un videojoc d'estratègia de la saga Victoria que serà publicat per Paradox Interactive, sent una seqüela del videojoc de 2010 Victòria II. Es va anunciar-lo el 21 de maig de 2021 en la convenció de Paradox Interactive de 2021, PDXCON: Remixed. El joc sortí a la venda en exclusiva el 25 d'octubre del 2022 a la plataforma Steam.

## Jugabilitat
Victoria 3, igual que les seves preqüeles, abasta la història mundial des de 1836 fins a 1936 i li permet al jugador controlar un dels més de 100 països en aquest període.
El joc se centra en la política i la demografia, i el joc se centra a atreure i apaivagar a grups de població ("Col·lectius"), grans blocs de persones amb interessos compartits. Els col·lectius posseeixen una varietat d'interessos amb diferents ideologies amb les quals tracta el jugador.
Un altre sistema que s'està agregant és el nou sistema de 'Jocs Diplomàtics'; un sistema que inspira en gran manera dels sistemes de crisis de Victòria II. En intentar obligar altres països a cedir terres o obrir mercats, els jugadors presentaran al país objectiu una demanda que detalla el que desitgen, la qual cosa donarà com a resultat que el país objectiu tingui l'oportunitat d'exigir concessions a l'agressor. Després d'aquest intercanvi de demandes, un temporitzador començarà el compte regressiu, ja que tots dos costats tenen l'oportunitat de mobilitzar tropes i atreure aliats potencials oferint botins. Si no s'arriba a una resolució diplomàtica abans que acabi el temps, es declararà la guerra. El dissenyador Mikael Andersson va explicar que aquest sistema va ser dissenyat amb la intenció de restar importància al paper de la guerra en fer que la diplomàcia sigui igualment capaç.